# Aleksej Mirantjuk
Aleksej Andrejevitj Mirantjuk (ryska: Алексей Андреевич Миранчук), född 17 oktober 1995 i Slavjansk-na-Kubani, är en rysk fotbollsspelare som spelar för Atalanta. Han representerar även Rysslands fotbollslandslag.
Hans tvillingbror Anton är också fotbollsspelare.

## Karriär
Den 30 augusti 2020 värvades Mirantjuk av Atalanta. Den 11 augusti 2022 lånades han ut till Torino på ett säsongslån.